# Противолодочный вертолёт

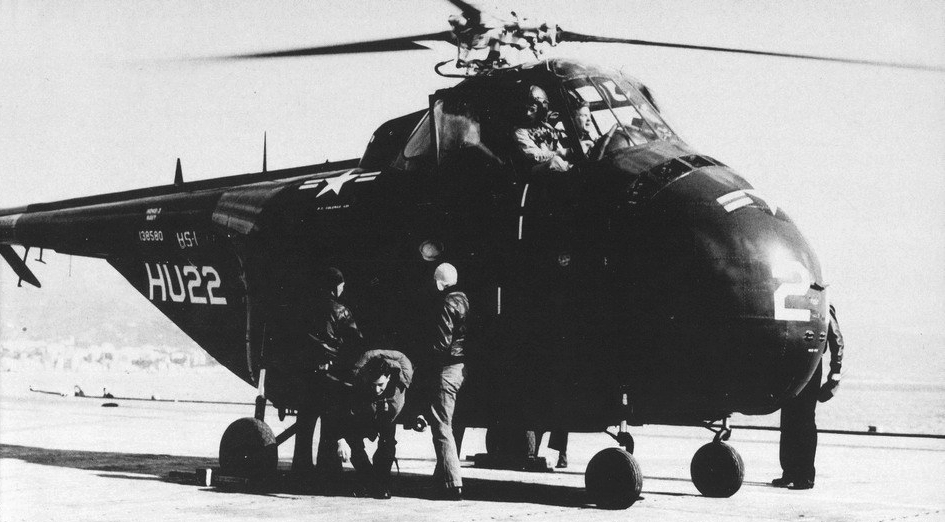
HO4S-3 — первый в мире серийный
противолодочный вертолёт на палубе авианосца «Энтитем».
Средиземное море, 1955 год

Противолодочный вертолёт — военный вертолёт, предназначенный для поиска и уничтожения подводных лодок. Может быть наземного или корабельного базирования.

## История противолодочных вертолётов

### Начало противолодочной авиации
В данном разделе затрагивается история возникновения противолодочной авиации, а также история применения в данных целях автожиров, как летательных аппаратов которые по своей конструкции близки к вертолётам.

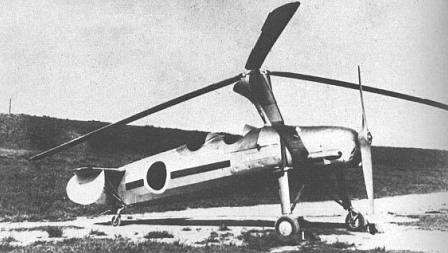
Kayaba Ka-1 — японский
противолодочный автожир
периода Второй мировой войны

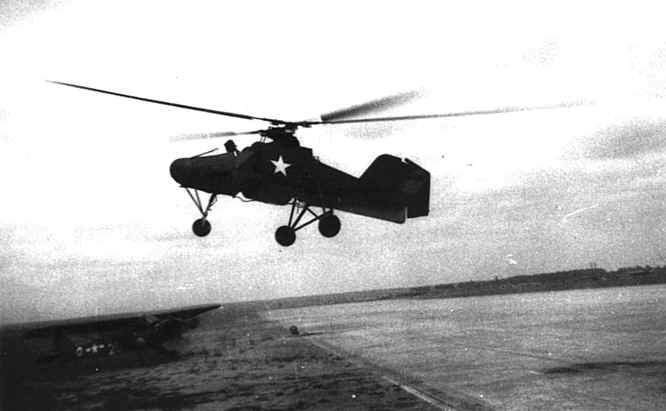
Flettner Fl 282 — серийный вертолёт Третьего рейха который привлекался к поиску подводных лодок.
Снимок сделан во время лётных испытаний после Второй мировой войны. На борт нанесён опознавательный знак ВВС США (белая звезда)

С момента появления подводных лодок на вооружении военно-морских сил разных государств стал вопрос о защите от их действий. В первом десятилетии XX века, одновременно с бурным развитием подводных лодок, получивших дизель-электрические двигатели, получила развитие и военная авиация, как новый вид вооружённых сил.
К началу Первой мировой войны ведущие державы располагали как военными самолётами, предназначенными для выполнения различных боевых задач (разведчики, истребители, бомбардировщики), так и флотилиями дизель-электрических подводных лодок, способных выполнять боевые задачи в автономном плавании в течение нескольких суток.
Первым вопрос о возможности обнаружения подводной лодки с воздуха поднял российский морской военный летчик Дыбовский Виктор . Прежде чем стать морским лётчиком, Дыбовский отслужил в военно-морском флоте на кораблях, участвовал в русско-японской войне, командовал миноносцем. В апреле 1911 года он закончил Севастопольскую авиашколу. 24 мая 1911 года лейтенантом Дыбовским был проведён эксперимент: на высоте более 1 000 метров, он обследовал на аэроплане бухты и морское побережье по маршруту от Севастополя до маяка на мысе Херсонес и от него до реки Качи. По окончании полёта Дыбовский представил командованию фотоснимки подводной лодки, обнаруженной им в районе Карантинной бухты. Данным экспериментом Дыбовский впервые в мире обосновал возможность обнаружения подводной лодки в погруженном состоянии с воздуха.
Ещё до первой мировой войны некоторые государства рассматривали самолёты не только как средство для поиска подводных лодок, но и для их уничтожения. В начале 1914 года адмирал Эбергард А. А., высказываясь о неизбежности надвигающейся войны, среди задач поставленных перед военно-морской авиацией сформулировал и следующую: «открытие неприятельских подводных лодок, указание их места нашему флоту и атака их бросанием бомб». В июле 1916 года под Севастополем была успешно испытана противолодочная авиабомба конструкции морского лётчика старшего лейтенанта Бошняка Л. И..
Первый случай уничтожения подводных лодок самолётами был зафиксирован в 1917 году, когда британскими бомбардировщиками были потоплены 6 германских подводных лодок из состава военно-морской базы дислоцированной в г.Брюгге в Бельгии.
В межвоенный период противолодочные самолёты получили дальнейшее развитие и в массовом количестве стали поступать на вооружение различных государств. В то же время военные заинтересовались возможностью использования автожиров, которые не требовали взлётно-посадочной полосы и могли садится и взлетать с палубы корабля, в морской авиации. Использование автожиров в целом военными характеризовалось как неуспешное. Единственным из государств которое пыталось использовать автожиры в борьбе с подводными лодками можно считать Японию, которая располагала несколькими десятками Kayaba Ka-1. В ходе Второй мировой войны японским автожирам так и не удалось потопить ни одной подводной лодки противника.
К концу Второй мировой войны в Третьем рейхе и в США были созданы первые серийные вертолёты Flettner Fl 282 и Sikorsky R-4B, на которых была осуществлена попытка поиска подводных лодок.

### Причины создания противолодочных вертолётов

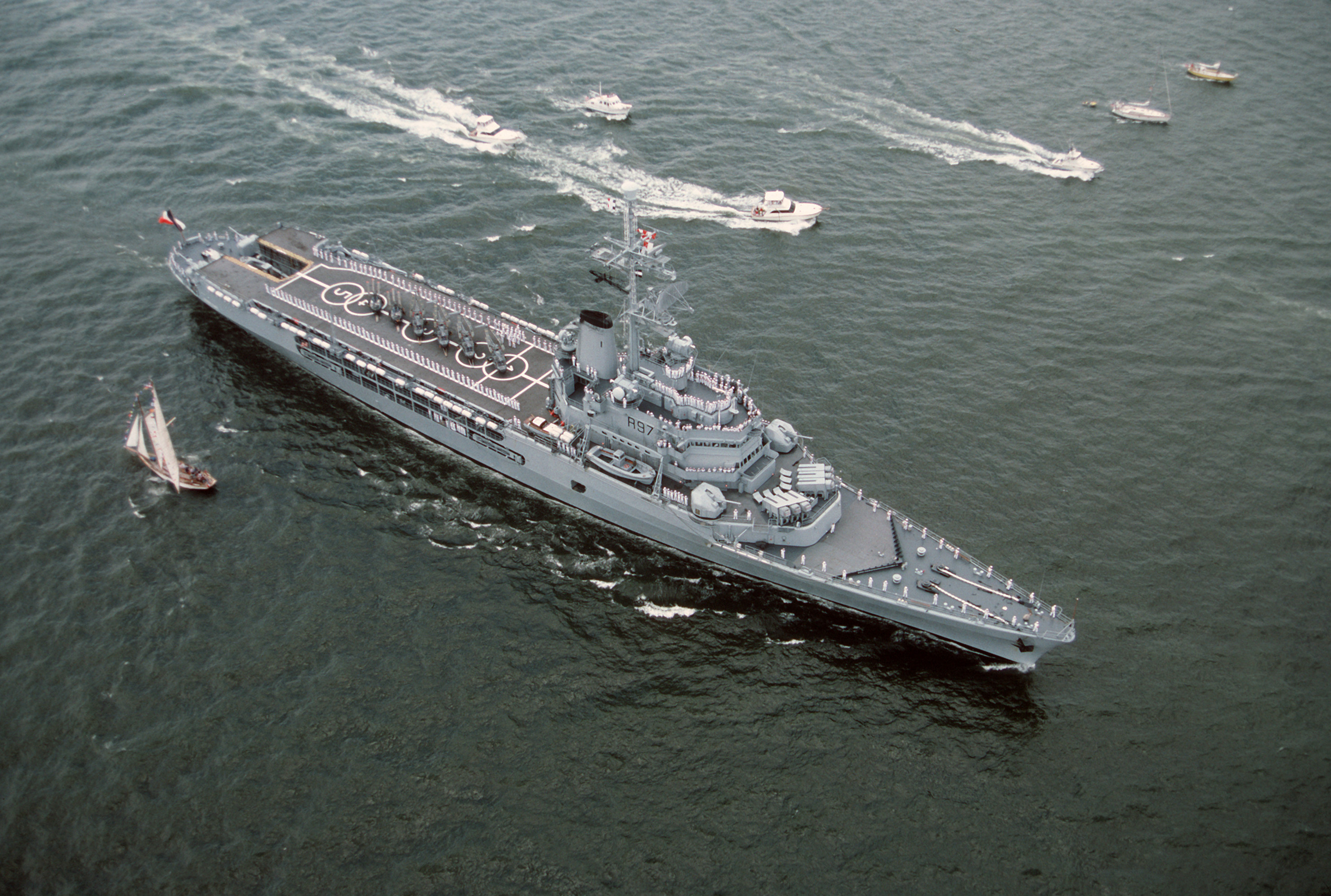
Первый в мире противолодочный вертолётоносец «Жанна д’Арк».
Введён в строй в 1961 году

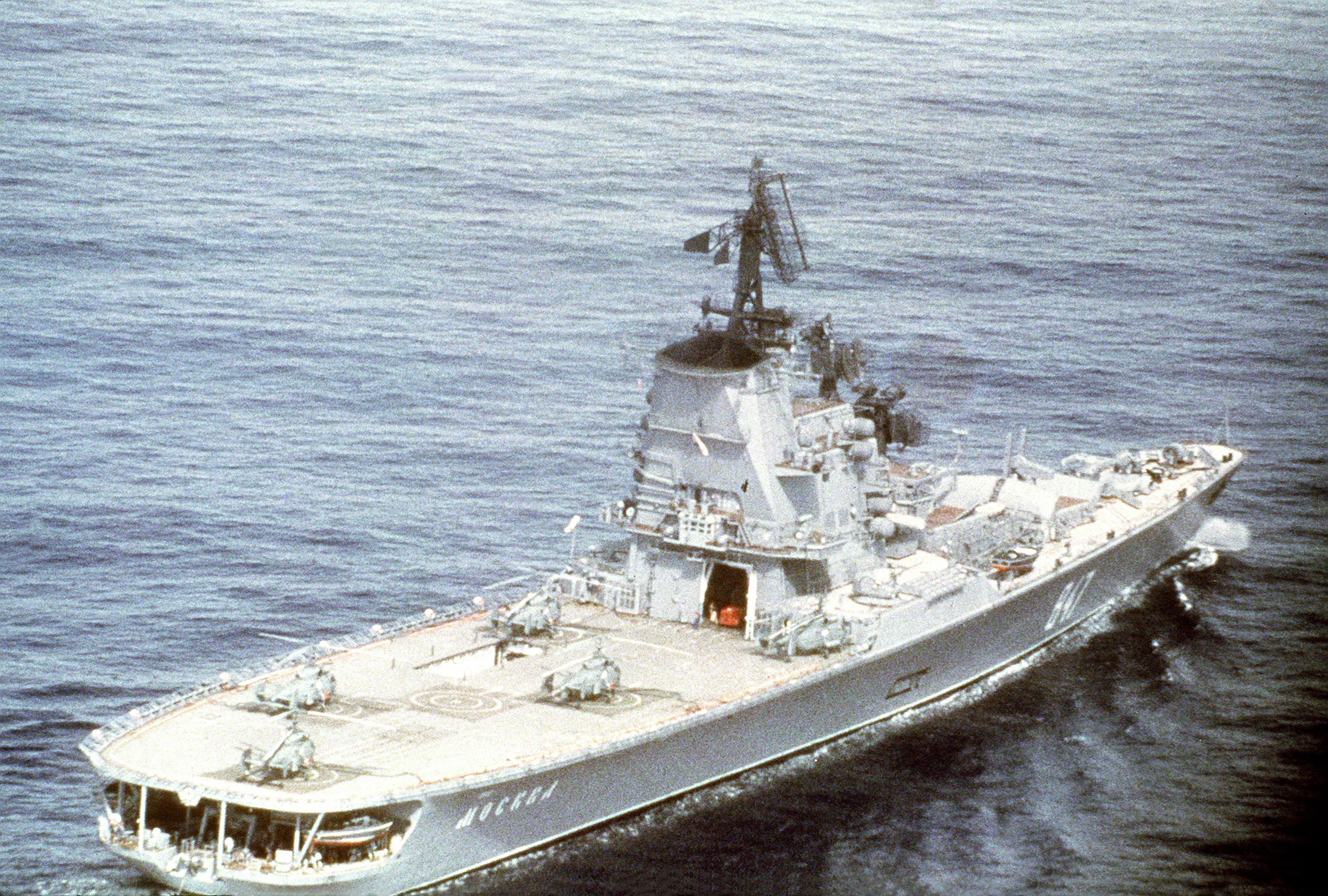
«Москва» — первый советский
противолодочный вертолётоносец.
На палубе заметны вертолёты Ка-25ПЛ.
1982 год

Основные НИОКР по привлечению вертолётов к противолодочной борьбе начались в послевоенное время.
В конце 50-х годов стала возможной установка на подводные лодки ракет с ядерными боеголовками, что сделало подводные лодки стратегическим оружием. Дополнительное преимущество подводные лодки получили с внедрением ядерных силовых установок, которые многократно увеличили их автономность, дальность плавания, подводную скорость и в итоге — серьезность создаваемой ими угрозы. На тот исторический момент их единственным недостатком оставалась малая, в пределах нескольких сотен километров, дальность пуска ракет, что вынуждало подводные лодки приближаться к территории противника.
В то же время противостоящие в Холодной войне державы стали разрабатывать новые типы ракет для уничтожения подводных лодок, кораблей и скоростных воздушных целей противника. На практике выяснилось, что переоборудование прежних артиллерийских крейсеров периода Второй мировой войны под ракетное оружие недостаточно. По этой причине с начала 60-х годов началась разработка нового типа кораблей: в США — эскортные эсминцы или ракетные лидеры; в СССР — большие и малые противолодочные корабли. Объединяющим принципом обоих подходов стало не только оснащение их новым ракетным противолодочным и противовоздушным оружием, но и наличие в комплексе противолодочного вооружения палубных вертолётов. Причиной послужил тот фактор, что в ходе бурного развития подводного флота скорость субмарин в подводном положении настолько возросла, что одиночный корабль не в состоянии был преследовать их без потери гидроакустического контакта. Субмарины на атомном ходу были в состоянии обгонять надводные корабли. Фактически единственным решением стало создание специальных кораблей-вертолётоносцев, главной задачей которых были поиск и уничтожение подводных лодок на большом удалении от берега.
Главным преимуществом вертолёта перед самолётом была возможность зависания над водной поверхностью для погружения в воду аппаратуры для обнаружения подводных лодок, а также возможность базирования вертолёта на кораблях различного типа, что повышало боевую автономность кораблей в дальнем плавании и обеспечение их безопасности от подводных лодок противника. Если противолодочный самолёт в дальнем плавании мог базироваться только на авианосцах, то противолодочному вертолёту достаточно было небольшой взлётно-посадочной площадки, которую можно было оборудовать на различных типах военных кораблей.

### Разработка противолодочных вертолётов

#### США

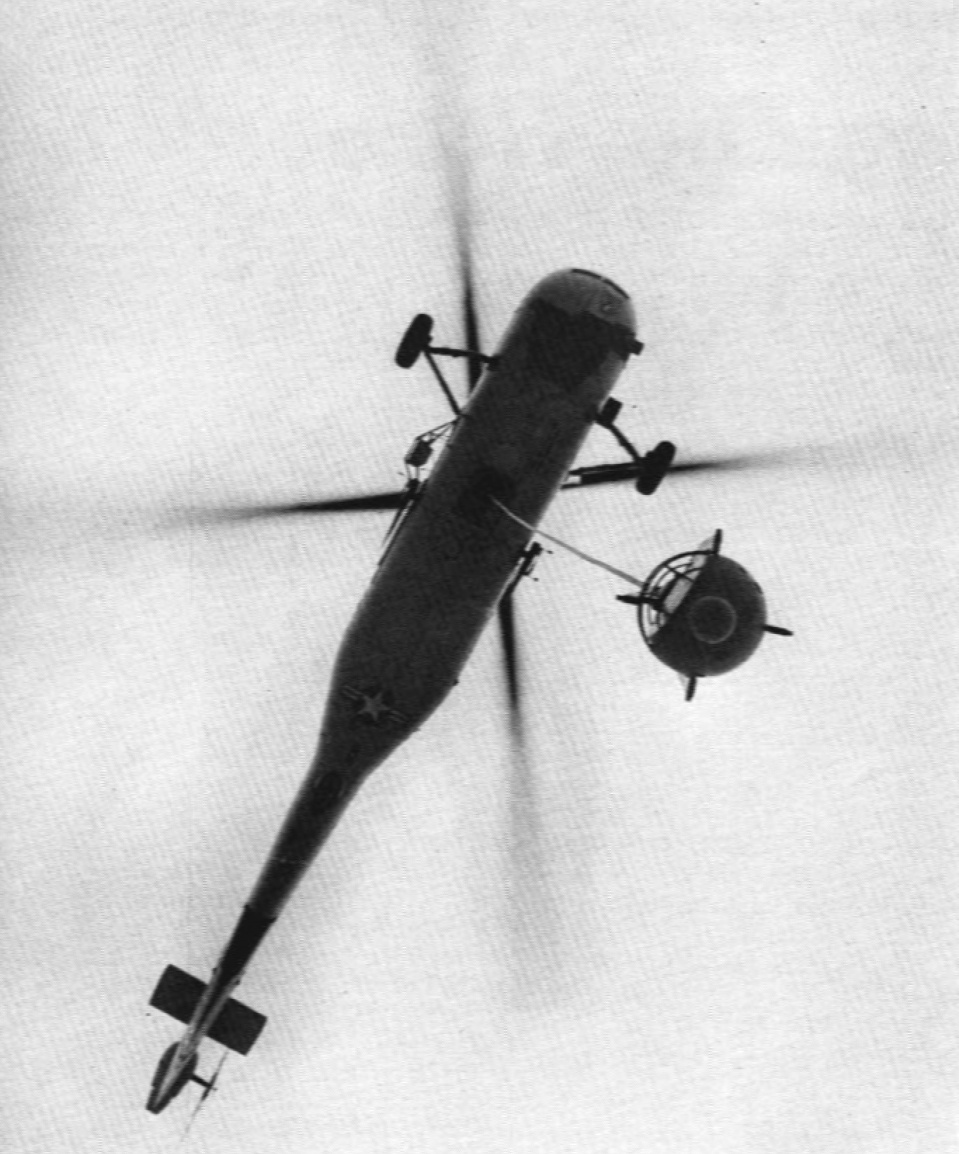
Противолодочный вертолёт HSS-1 с погружаемым сонаром.
1958 год

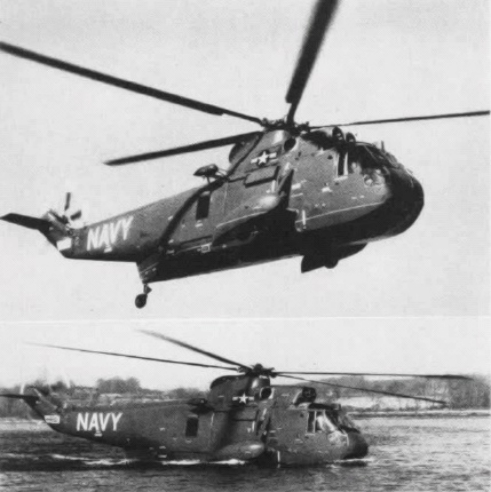
Противолодочный вертолёт HSS-2 на испытаниях.
1959 год

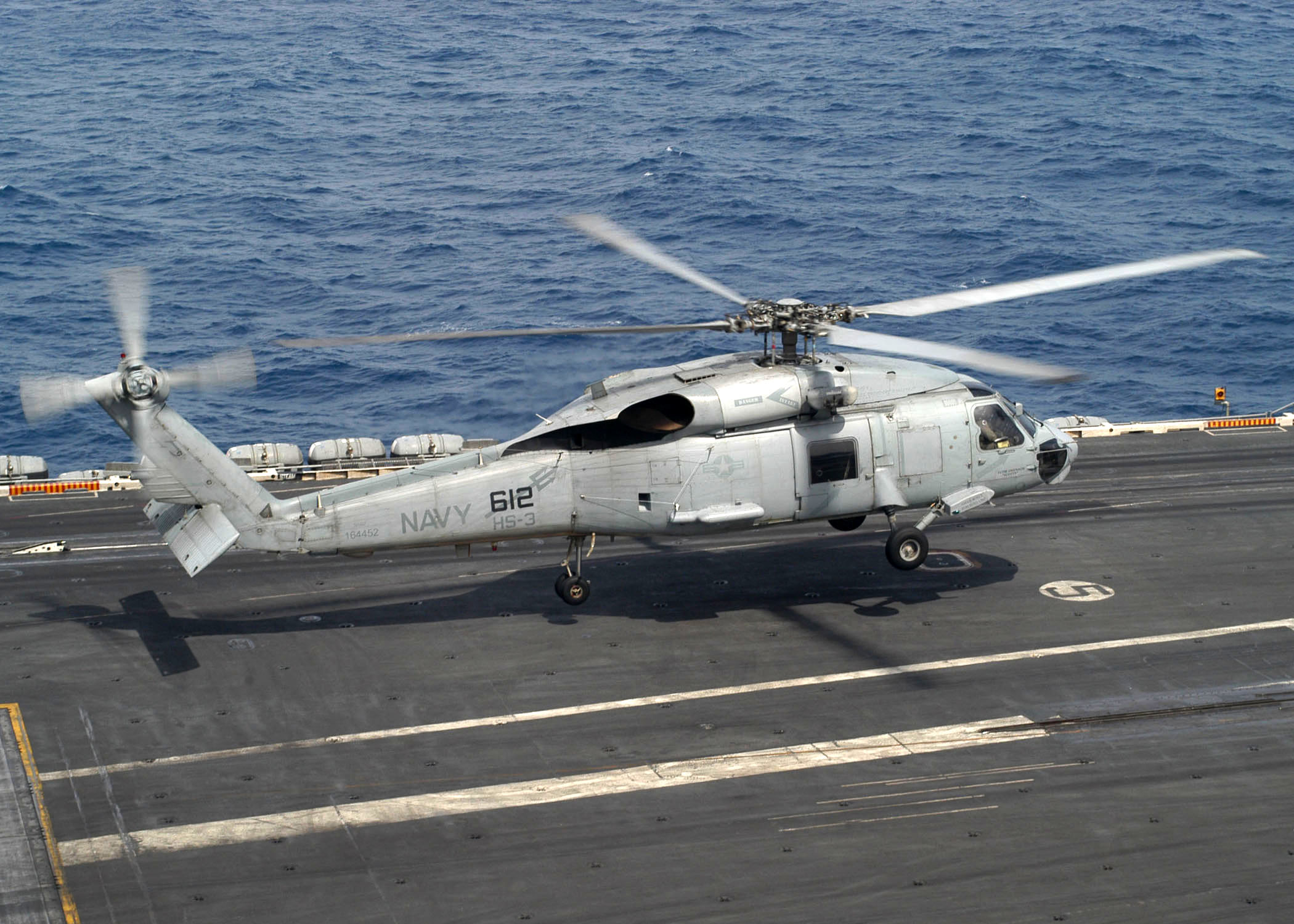
SH-60F Seahawk — противолодочный вертолёт прикрытия авианосной группы
(ближнего радиуса действия).
Палуба авианосца Теодор Рузвельт. 2003 год

США стала первой державой, создавшей специализированный противолодочный вертолёт. Пионером в данной области стала вертолётостроительная компания Sikorsky Aircraft. Основой для создания первых образцов в начале 50-х годов послужил многоцелевой вертолёт S-55. Противолодочные модификации получили обозначения H04S-1, HO4S-2, HO4S-3. В 1954 году на вооружение ВМС США поступил противолодочный HSS-1, основой которому послужил S-58 — модернизация S-55. В 1962 году HSS-1 сменили обозначение на SH-34. Данный образец оснащался современным на тот момент оборудованием, позволявшим с высокой точностью выходить в заданную точку, производить зависание над нею на высоте 15 метров и вести поиск с помощью погружаемого в воду гидролокатора.
Проблема первых противолодочных вертолётов была в грузоподъёмности, которая оказалась недостаточной для поиска и уничтожения подводной лодки. Один вертолёт не в состоянии был решить эту комплексную задачу, которую пришлось разделить на две машины, в связи с чем в ВМФ США тактика противолодочной борьбы для вертолётов получила буквальное название «Hunter-Killer»: один вертолёт — «охотник», производящий разведку и целеуказание бортовым комплексом аппаратуры; второй вертолёт — «убийца», несущий вооружение в виде торпеды или глубинных бомб. Также проблема была в том, что не все типы кораблей в состоянии были принять на борт две машины, а наличие двух вертолётов с различным составом аппаратуры усложняло их техническую эксплуатацию.
Перед конструкторами встал вопрос о создании вертолёта, позволяющего поднять в воздух полный комплект поисковой аппаратуры и противолодочное вооружение. Был предложен проект большого вертолёта-амфибии с двумя двигателями, с продолжительностью патрулирования 4 часа. Экипаж состоял из двух лётчиков и двух операторов аппаратуры и вооружения. В комплексе поискового оборудования входила погружаемая гидроакустическая станция. Вооружать вертолёт по проекту было предложено одной самонаводящейся торпедой Мк46 или ядерной глубинной бомбой. Принципиально новой машине созданной на базе вертолёта S-62 было присвоено обозначение HSS-2, которое в 1962-м было заменено на SH-3А. Первый полёт состоялся в марте 1957 года. Испытания закончились к июлю 1962 года. SH-3А стал первым противолодочным вертолётом который в состоянии был решить весь комплекс борьбы с подводной лодкой одной машиной: поиск и уничтожение. Дополнительным преимуществом машины стала возможность приводняться что повышало время для поиска субмарины. Другим преимуществом перед HSS-1 стала возможность нести вместо одной торпеды сразу четыре.
В конце 60-х годов в странах НАТО была выдвинута новая программа по созданию лёгких вертолётов многоцелевого назначения (LAMPS от англ. Light Airborne Multi-Purpose System) для вооружения кораблей небольшого водоизмещения. Главным назначением этих вертолётов стала борьба с подводными лодками. По данной программе в 1971—1972 годах были созданы вертолёты SH-2D и SH-2F, основой которым послужил Kaman UH-2 Seasprite. В основном была выпущена модификация SH-2F, оснащённые магнитным обнаружителем, 15 активными и пассивными буями, морскими маркерами, поисковой РЛС и аппаратурой записи и отображения поступающей информации.
В середине 70-х США приняло на вооружение UH-60 Black Hawk, который стал следующим участником в программе LAMPS. В 1977 году в качестве лёгкого противолодочного вертолёта была предложена его модификация SH-60F Ocean Hawk, созданная для проведения операций по прикрытию авианосцев в радиусе 50 километров в пределах внутренней зоны противолодочной обороны с целью замены устаревших SH-3H.

#### СССР
В СССР проблему создания специализированных ракетных противолодочных кораблей подняли в конце 50-х годов, когда осознали что ВМФ СССР не имеет технической возможности сдержать современные американские атомные подводные лодки. Было принято решение о создании противолодочной обороны из двух эшелонов:
- Первый эшелон обороны — в дальней зоне субмарины противника перехватывались вертолётоносцами и базовой противолодочной авиацией.
- Второй эшелон обороны — в ближней зоне перехват осуществлялся небольшими ракетными сторожевыми кораблями с вертолётом на борту.

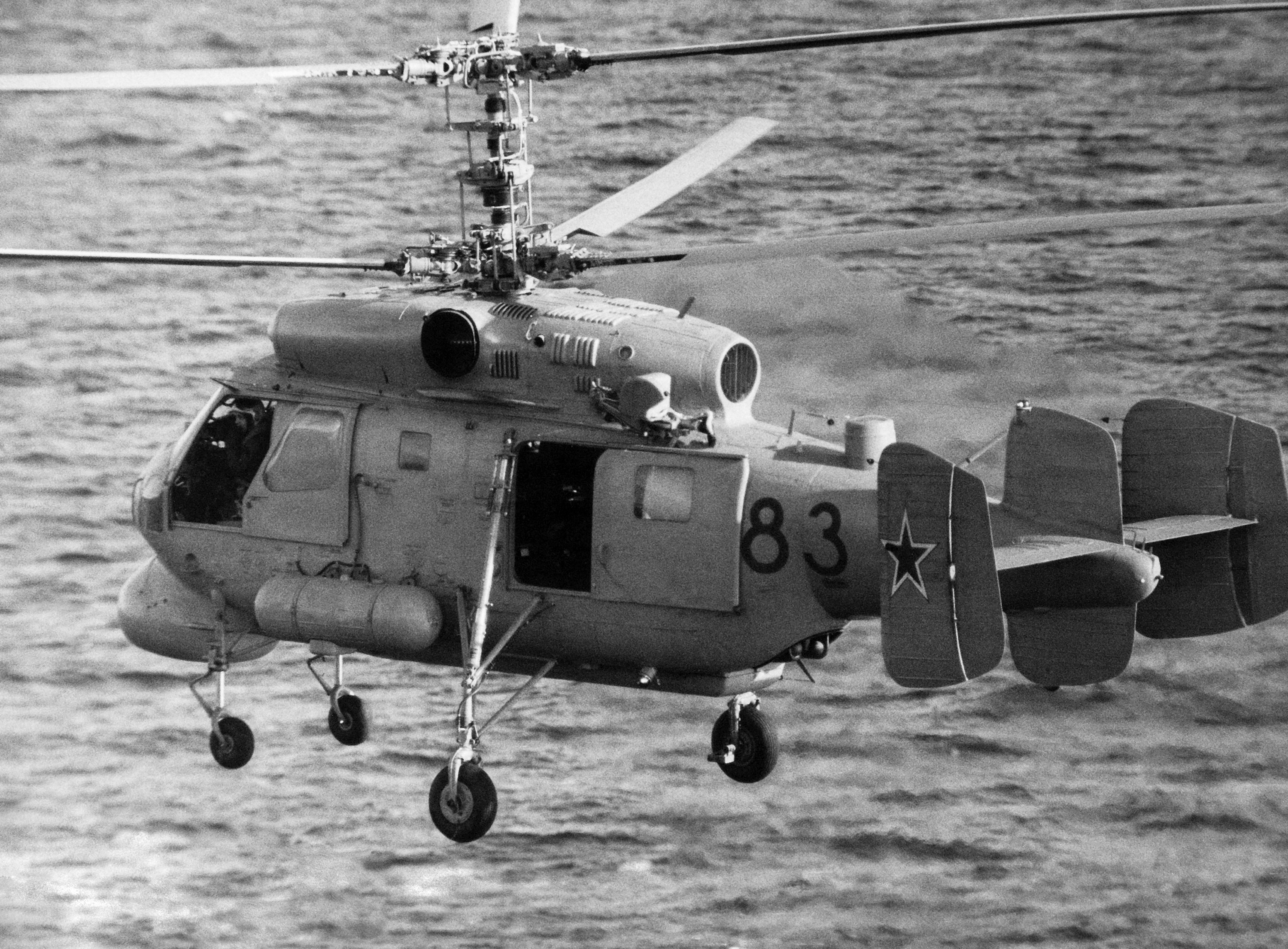
Ка-25ПЛ — противолодочный
вертолёт корабельного базирования ВМФ СССР. 1985 год

По факту подготовительная работа к выполнению эшелонированной обороны началась с формирования экспериментального вертолётного подразделения в марте 1952 года в составе Черноморского флота, которая закончилась к маю 1953 года созданием 220-м отдельного вертолётного отряда на аэродроме Куликово возле Севастополя. Отряд имел на вооружении вертолёты Ка-10. Данный отряд предназначался для подготовки будущих пилотов палубных вертолётов. В 1953 году перед ОКБ Камова была поставлена задача о создании более совершенного вертолёта для базирования на кораблях. В апреле 1954 года военно-морскому флоту был представлен для испытаний опытный образец Ка-15. Предполагалось что данный образец в состоянии будет нести спускаемые в воду радиоакустические буи, аппаратуру принимающую радиосигналы от буев и пару авиационных противолодочных бомб по 100 кг. В ходе испытаний выяснилось что задачи поставленные перед одним вертолётом из-за недостаточной грузоподъёмности пришлось разделить на группу вертолётов из трёх машин Ка-15. В 1957 году Ка-15 был принят на вооружение ВМФ СССР.

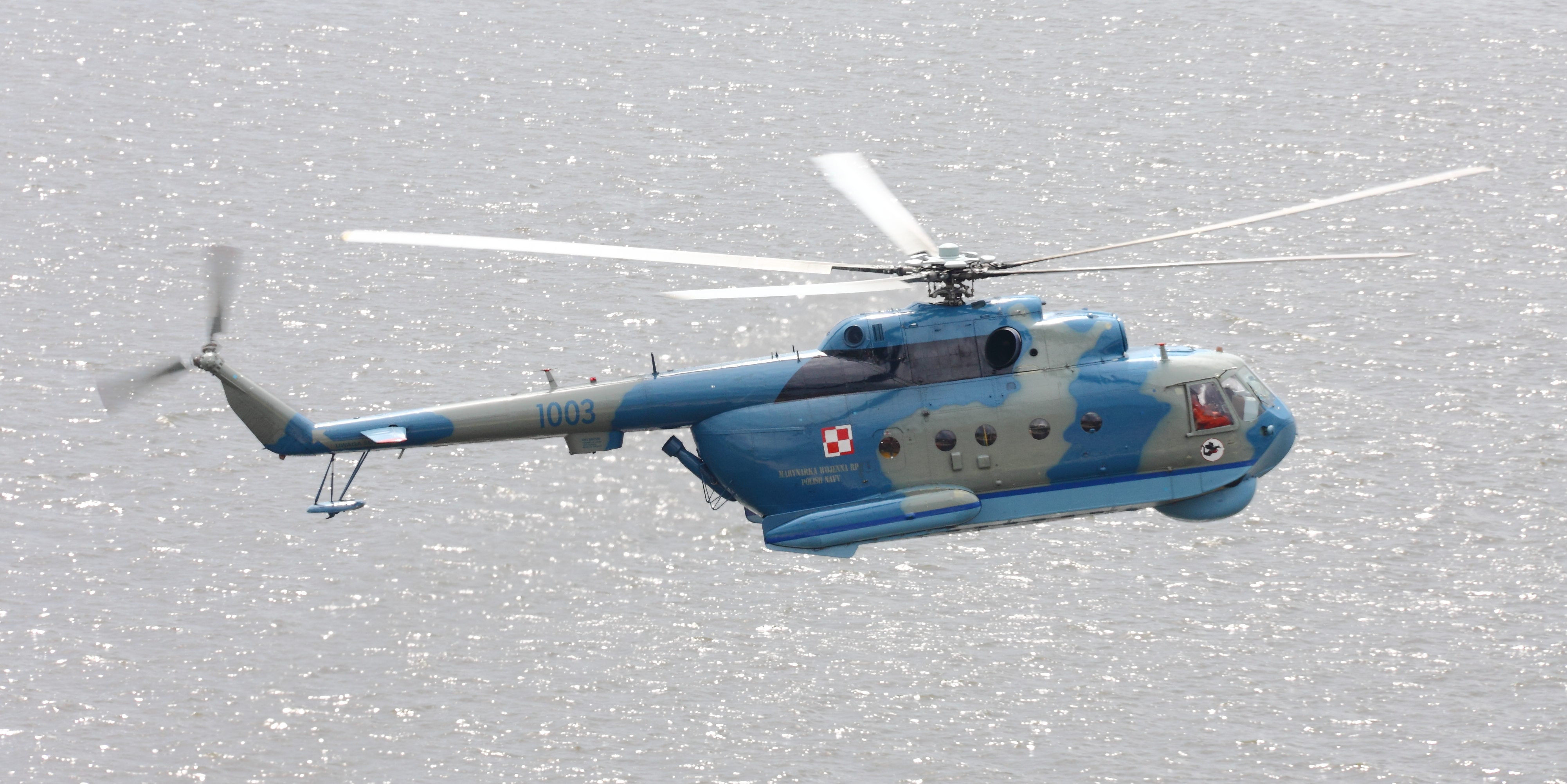
Ми-14ПЛ — советский противолодочный вертолёт-амфибия берегового базирования на вооружении ВМС Польши
2011 год

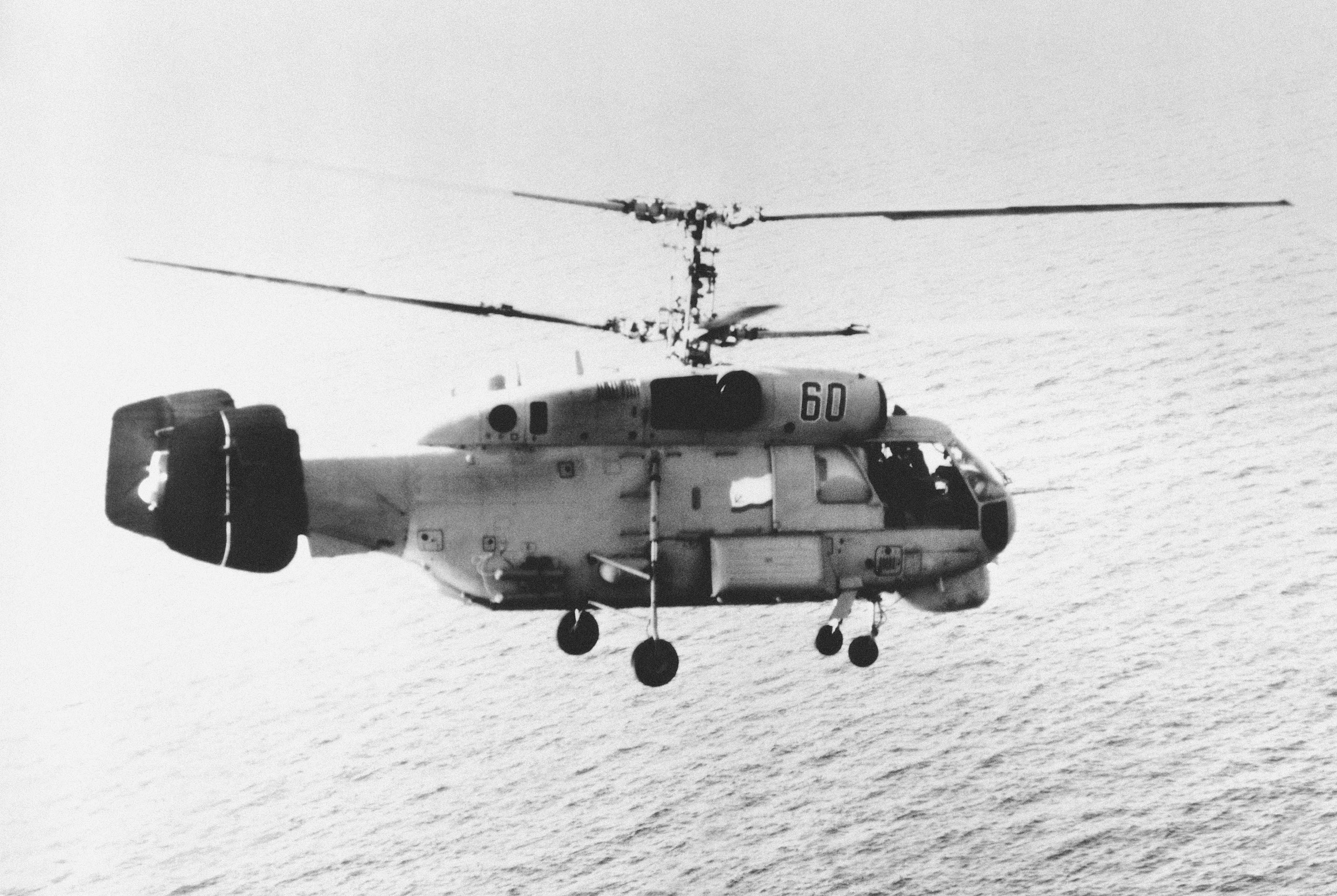
Ка-27ПЛ — противолодочный вертолёт корабельного базирования.
1988 год

К концу 50-х годов собственный вариант противолодочного вертолёта предложило и ОКБ Миля. Образец противолодочного Ми-4М поступил на испытания в 1959 году. В 1963 году он был принят на вооружение. Как и у западных аналогов того периода, возможности для размещения вооружения на борту почти не осталось — на внешних узлах вместо радиогидроакустических буев можно было установить только 6 небольших глубинных бомб. Как в случае с Ка-15 разработчики смогли предложить опытный комплекс состоящий из трёх вертолетов: ударный Ми-4МУ с большим цилиндрическим контейнером для торпеды, поисковые Ми-4М0 и Ми-4МС. Ввиду того что кораблей способных нести одновременно три вертолёта во флоте не было, использование данного комплекса на кораблях исключалось и он мог использоваться только для обороны береговой зоны.
Качественный скачок произошёл с появлением Ка-25 с газотурбинным двигателем, который стал первым советским полноценным противолодочным вертолётом. Преимущество вертолётов ОКБ Камова заключалось в соосной схеме, которая давала минимально возможные размеры для размещения машины на корабле. Однако по прежнему стоял технически сложный вопрос размещения бортового комплекса аппаратуры и вооружения на одной машине, который требовал создание машины больших размеров со взлетной массой около 15 тонн. Было принято решение о параллельной разработке двух опытных вертолетов соосной схемы на одной базе, с максимальной взлетной массой по 7 тонн:
- Ка-25ПЛ — охотник за подводными лодками, оснащенный магнитометрической аппаратурой, гидроакустической станцией, сбрасываемыми буями, торпедой и другими средствами поражения.
- Ка-25Ц — разведчик, целеуказатель и ретранслятор. Служил для целеуказания корабельному и береговому ракетному оружию. Вёл ретрансляцию данных обзора водной поверхности на корабельные и береговые пункты управления огнем и имел большую дальность и продолжительность полета. Для кругового обзора без затенений было использовано убирающееся (поднимающееся) шасси.

Оптимальность решения боевой задачи выполнялась определённым сочетанием в группировке этих вертолетов.
Первый полёт Ка-25 совершил в июле 1961 года. На вооружение ВМФ Ка-25Ц и Ка-25ПЛ стали поступать с октября 1964, хотя официально были приняты на вооружение только в декабре 1971 года. Ка-25Ц в состоянии была патрулировать акваторию в радиусе 200 километров от корабля базирования, а бортовая РЛС могла обнаружить подводную лодку в радиусе 250 километров.
В апреле 1965 года постановлением правительства было принято решение о разработке противолодочного вертолёта-амфибии по аналогии с американским HSS-2. Образец должен был нести на себе как аппаратуру обнаружения, так и вооружение. За основу опытного прототипа под обозначением В-14 был взят вертолёт Ми-8. Первые полёты начались в 1967 году. Машина получила выпускающиеся шасси и могла опускаться как на твёрдый грунт, так и на поверхность воды. В 1976 году образец приняли на вооружение под обозначением Ми-14ПЛ. Машина могла нести на себе до 3 тонн глубинных бомб и торпед в отсеке вооружения. Экипаж машины состоял из 4 человек. Недостатком данной машины являлись большие габариты в сравнении с вертолётами соосной схемы ОКБ Камова, что не позволяло им базироваться на кораблях.
ОКБ Камова также поставило перед собой задачу сделать противолодочный вертолёт который мог нести на себе как аппаратуру обнаружения, так и вооружение. За основу был взят вертолёт Ка-25, которому требовалось увеличить грузоподъёмность за счёт установки более мощных двигателей. Разработка образца началась в 1972 году, а первый полёт опытный образец под наименованием Ка-252 совершил в 1973 году. На вооружение образец начал поступать в 1978 году под обозначением Ка-27ПЛ. Вооружение включало в себя глубинные бомбы или две противолодочные торпеды. Экипаж машины состоял из 3 человек. Боевая нагрузка вертолёта составляла 800 килограмм.

#### Великобритания
В конце 60-х в Великобритании в качестве противолодочных вертолётов преобладали машины, разработанные на базе американских решений.

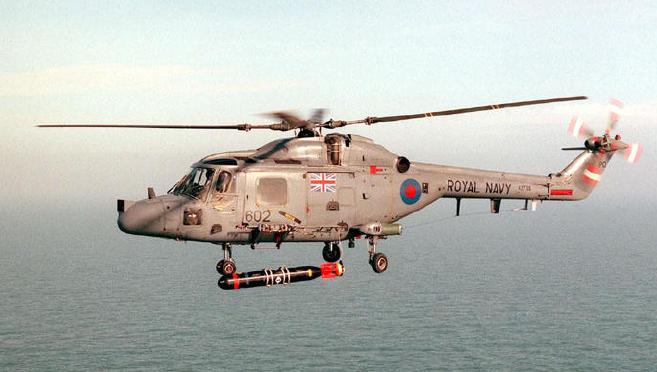
Lynx Mk3 — основной противолодочный вертолёт Королевского флота.
На снимке момент сброса торпеды

Первой удавшейся попыткой создать противолодочный вертолёт стал Westland Wessex, изготавливавшийся компанией Westland Helicopters по лицензии на базе Sikorsky S-58, который начал разрабатываться в 1957 году и поступил на вооружение в 1961 году. Именно этом вертолёт впервые использовали по назначению. Во время Фолклендской войны британским Westland Wessex HAS Мк. З была обнаружена и удачно атакована аргентинская подводная лодка Санта Фе, следовавшая в надводном положении. Подлодка получила серьёзные повреждения.
Основным образцом являлся Westland Sea King HAS.1, изготавливаемый компанией Westland Helicopters по лицензии на базе S-61. Британские машины Sea King HAS.1 оборудовались аппаратурой собственного производства: погружаемая гидроакустическая станция, поисковая РЛС, доплеровская навигационная станция, радиовысотомер и автоматическая система управления полётом. экспортировались под разными наименованиями в другие государства: в Пакистан (Мк40), ФРГ (Мк41), Норвегию (Мк43) и Австралию (Мк50). Из вооружения вертолёт мог нести четыре глубинные бомбы или четыре противолодочные торпеды.
Первой полностью собственной разработкой британцев был вертолёт Westland Wasp HAS.Mk.1, ставший модификацией лёгкого многоцелевого вертолёта для сухопутных войск Westland Scout. Первый полёт образец совершил в 1958 году, а на вооружение поступил в 1963 году. Вертолёт не имел на борту аппаратуры для поиска подлодок и выполнял только ударную функцию, располагая на внешней подвеске двумя противолодочными торпедами.
Второй собственной разработкой противолодочного вертолёта в Великобритании был вертолёт Lynx HAS. В разработке участие также принимала и Франция. Первый полёт образец совершил в 1971 году. На вооружение Великобритании и Франции первые образцы поступили в 1972 году. В отличие от французского варианта, первые серии британских Lynx HAS в основном были рассчитаны на борьбу с надводными целями. Впоследствии они получили оборудование для поиска подлодок и противолодочные бомбы и торпеды. К началу 80-х годов машина стала основным противолодочным вертолётом стран НАТО.

#### Франция

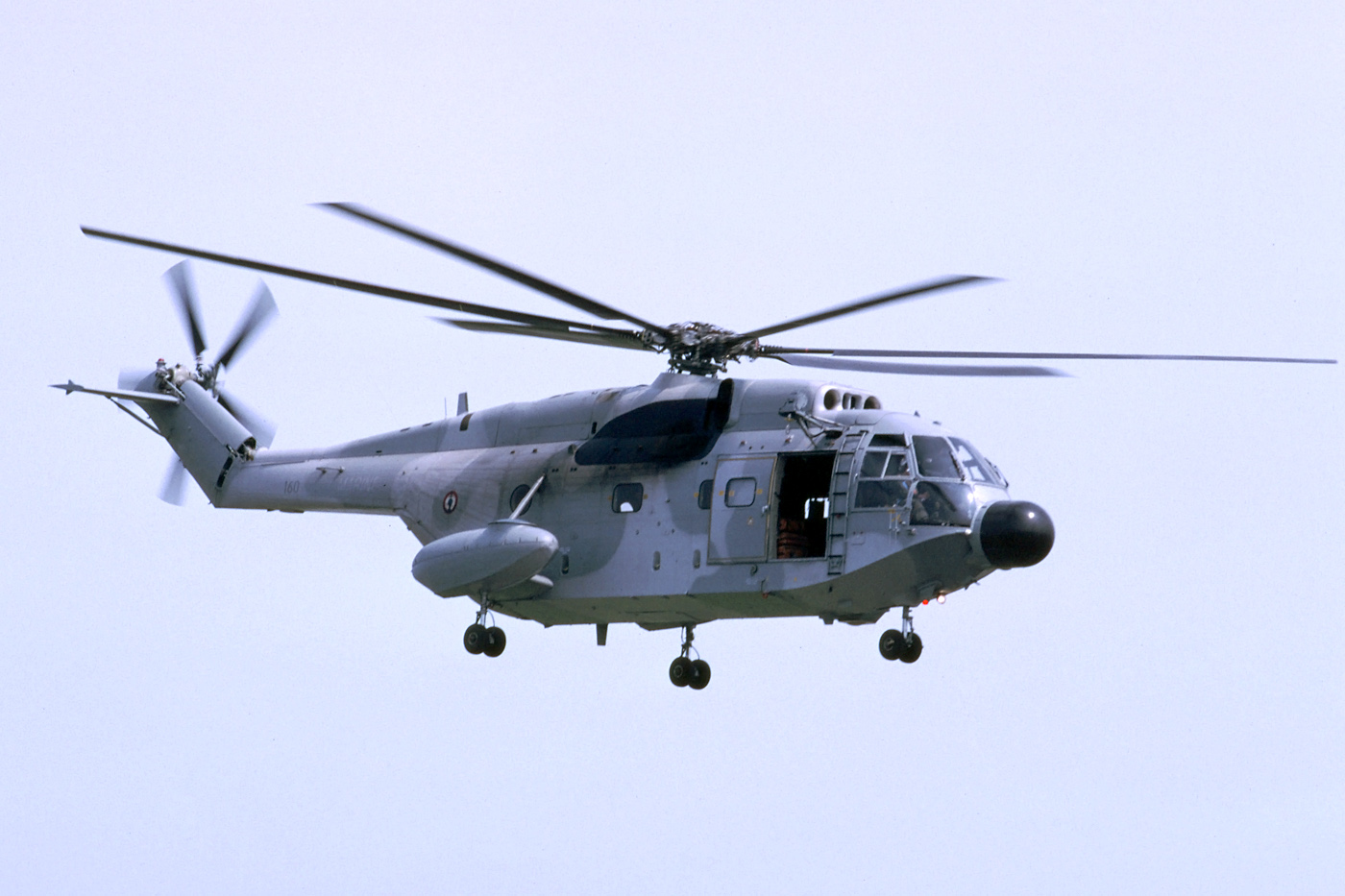
Тяжёлый противолодочный вертолёт-амфибия Super-Frelon SA.321G ВМС Франции

Франция в 60-е годы, как и Великобритания, первоначально использовала противолодочные вертолёты американского производства. К таким относился Sikorsky HSS-1.
Первой собственной разработкой противолодочного вертолёта Франции в 60-х годах стал лёгкий вертолёт Alouette III SA.319B корабельного базирования. Машина несла на себе РЛС для обнаружения подлодок и пару глубинных бомб или торпед.
Второй собственной разработкой Франции является тяжёлый вертолёт-амфибия Super-Frelon SA.321G корабельного базирования, который поступил в эксплуатацию в 1970 году. Машина имеет сложный бортовой комплекс, включающий доплеровскую навигационную РЛС, поисковую панорамную РЛС с аппаратурой опознавания «свой — чужой», инфракрасную камеру, гидроакустическую станцию. Вооружение общей массой до 2 тонн размещалось на двух внешних узлах подвески по бортам вертолета. Вертолёт в состоянии взять до четырёх противолодочных торпед или до восьми глубинных бомб. Большой ассортимент аппаратуры потребовал увеличения членов экипажа до 5 человек.
С 1975 года основным противолодочным вертолётом ВМС Франции является разработанный совместно с Великобританией Lynx HAS.

#### Италия

Agusta A.106 — единственная собственная разработка противолодочного вертолёта в Италии

Собственные попытки разработать противолодочный вертолёт в Италии относятся к середине 60-х годов, когда вертолётостроительная компания Agusta представила ВМС Италии в 1972 году пробную серию из 5 машин лёгких вертолётов Agusta A.106. Машины не заинтересовали военное руководство и проект был закрыт.
Италия по опыту Великобритании остановило свой выбор на лицензионном изготовлении противолодочных вертолётов на базе американских машин. Итальянская компания Agusta наладила в 1961 году выпуск многоцелевых вертолётов AB.204, представлявшие собой лицензионную версию UH-1B американской компании Bell Helicopter. В дальнейшем была освоена противолодочная модификация AB.204 AS, которая была оснащена бортовой РЛС, гидролокатором, оборудованием для полетов в сложных метеоусловиях, системой автоматической стабилизации и вооружением в виде двух торпед или ракет класса «воздух-поверхность». Запас топлива был увеличен для продления сроков патрулирования. Также для повышения грузоподъёмности был увеличен диаметр несущего винта.
Дальнейшим развитием стал вертолёт АВ.212 ASW, который был разработан на базе вертолёта АВ.204 AS. Данный образец используется с палуб небольших кораблей днём и ночью в любых метеорологических условиях.
Следующей машиной взятой по лицензии у США стал ASH-ЗD. Вертолет ASH-3D мог нести до четырёх противолодочных торпед, две противокорабельные ракеты и был оснащен поисковым радиолокатором. В ВМС Италии был принят на вооружение в 1969 году.